# Maurice Raynaud
Maurice Auguste Gabriel Raynaud (5 de juliol de 1834 - 29 de juny de 1881) fou un metge francès que va descriure per primer cop el fenonem vasomotor avui dia conegut com a síndrome de Raynaud o malaltia de Raynaud, en el que es presenta isquèmia a les parts distals de les extremitats generalment els dits de les mans i, menys freqüentment, en els dels peus. Provocada bàsicament per una resposta contràctil exagerada dels capil·lars arteriolars davant l'exposició al fred. L'any 1862 va descriure a un grup de pacients que tenien atacs isquèmics transitoris causats habitualment pel fred o per l'estrès. Des d'aleshores s'utilitza el terme “fenomen de Raynaud” per definir aquests episodis vasoespàstics que es manifesten amb la pal·lidesa i la decoloració dels dits de mans i peus. Rep el seu nom del metge francès.